# Cayetano Germosén
Cayetano Germosén é uma cidade da República Dominicana pertencente à província de Espaillat. Também é conhecida como Guanabano.
Sua população estimada em 2012 era de 36 930 habitantes.